# Nová Vieska
Nová Vieska és un poble i municipi d'Eslovàquia que es troba a la regió de Nitra, al sud-oest del país. Compta amb una població de 648 habitants (2022).

## Història
La primera menció escrita de la vila es remunta al 1233.

## Demografia
| Godina             | 1994 | 2004    | 2014   | 2024    |
| ------------------ | ---- | ------- | ------ | ------- |
| Nombre de persones | 892  | 793     | 722    | 649     |
| Diferència         |      | −11,09% | −8,95% | −10,11% |

| Godina             | 2023 | 2024   |
| ------------------ | ---- | ------ |
| Nombre de persones | 665  | 649    |
| Diferència         |      | −2,40% |